# Josef Svoboda (vrah)
Josef Svoboda (1. listopadu 1923 Vlčice – 28. února 1967 lom u Skorošic) byl český masový vrah, který v noci z 27. na 28. února 1967 sekerou postupně ubil 7 lidí včetně několika svých dětí. Poté spáchal sebevraždu skokem do lomu. Ačkoliv se jednalo o vraždu, ve své době s nejvyšším počtem obětí v historii Československa, zájem o tuto tragédii brzy zanikl v souvislosti s událostmi pražského jara 1968.

## Životopis
Josef Svoboda se narodil do sociálně slabší rodiny. Ve škole měl spíše podprůměrný prospěch. Vyučil se a později střídal různá dělnická povolání. Neholdoval alkoholu, ale měl problém s nadměrnou agresivitou, kvůli které se dostával do neustálých konfliktů. Svoboda také trpěl stihomamem, kvůli kterému neustále podezříval okolí ze zaujatosti vůči své osobě. O jeho výbušném chování se vědělo a lidé si od něho drželi odstup. Přesto se roku 1948 seznámil s Drahomírou Furmánkovou, která si ho po narození syna Josefa o rok později i přes nevůli rodičů vzala. Josef se od počátku k Drahomíře choval násilně. Podezíral ji z nevěry a bezdůvodně ji bil. Na začátku 50. let od něj několikrát odešla. Období agrese u něj střídaly období lítosti, kdy sliboval své polepšení a trval na tom, aby si pořídili další děti. Tak se jim postupně narodili Karel (* 1952), Zdeněk (* 1954), Elena (* 1955), Luděk (* 1956) a Libuše (* 1958).
Děti se stavěly na stranu týrané matky, což si Svoboda vyložil jako další ze spiknutí a i vůči nim se choval velmi agresivně a často je bezdůvodně bil. Kvůli jeho sporům se sousedy a kolegy v zaměstnání se musela rodina skoro každý rok stěhovat. Poprvé byl Svoboda trestán poté, co na konci 50. let napadl svého spolupracovníka sekerou. V roce 1960 byl odsouzen na 2 roky za znásilnění. Rodina se usídlila v okrajové části Jeseníku a Josef nastoupil do Lesního závodu. Po jednom z jeho útoků skončila Drahomíra na chirurgickém oddělení místní nemocnice. Dalšího pokusu o znásilnění se dopustil na její sestře Vladěně. Z výkonu trestu se vrátil v roce 1966. Drahomíra se mezitím rozhodla, že se nechá rozvést a podala si žádost k okresnímu soudu. To se jí snažil rozmluvit a místo argumentů opět používal násilí. Nakonec od něho utekla na statek ke své rodině v obci Dolní Les u Vlčic. Děti mu však nechala s tím, že nejstarší syn Josef je už dospělý a dokáže se o ně postarat. Chtěla si je vzít k sobě až se situace uklidní a najde jim nový domov.

## Vraždy
Svoboda žil několik měsíců v Bukovicích bez manželky pouze s dětmi. V půlce února 1967 obdržel od soudu předvolání k rozvodovému stání, které se mělo konat 28. února. Svoboda se pokusil Drahomíru navštívit a přesvědčit ji k návratu, ale ta se s ním odmítala bavit. 27. února přijel k domu jejích rodičů s oběma dcerami a pokusil se ji obměkčit. Drahomíra si je však vzala k sobě a manžela vyhodila. Ten ještě asi hodinu bez hnutí postával před branou a potom odešel. Drahomíra věděla, že něco není v pořádku a tu noc měla problém usnout. I synové v Jeseníku zřejmě tušili, že se otec vrátí rozčilený. Nejstarší Josef jim pravděpodobně nařídil, aby šli spát obutí a oblečení, aby mohli v případě, že je otec napadne, okamžitě utéct.
Svoboda se dostal domů po půlnoci. Když viděl, že synové už spí, došel si pro sekeru. Asi v půl druhé ráno vešel do ložnice a jednou ranou do hlavy zabil nejstaršího Josefa, který se mu jediný mohl fyzicky postavit. Poté následovali Karel a Luděk. Zdeněk se jediný vzbudil. Když na něho Svoboda zaútočil, instinktivně si zakryl hlavu rukou, takže ho otec nejdříve sekl do ní. Druhým úderem do hlavy mu způsobil smrt. Potom se rozhodl dojet si pro manželku a zabít také ji. Vydal se na své pracoviště pro traktor. Cestou míjel hlídkujícího příslušníka VB, kterému vysvětlil, že mají moc práce se žněmi a proto si musel přivstat. Ačkoliv byla příslušníku poznámka o žních v únoru podezřelá, Svobodu nechal odjet. Ten se s odcizeným traktorem vydal na Dolní Les.
V pět hodin ráno zaslechli Furmánkovi zvuk traktoru, který náhle ustal. Svoboda totiž píchl a musel pokračovat pěšky. Drahomíra, její matka a sestra Vladěna vyběhly před dům, ale nic neviděly. Vladěna musela do práce a protože se Svobody také bála, poprosila Drahomíru, aby ji doprovodila na zastávku autobusu. Cestou se chtěly po traktoru poohlédnout. Nic však nenašly a Vladěna v pořádku odjela. Drahomíra se uklidněná vrátila domů a konečně usnula. Její matka však po chvíli zaslechla kroky u dveří a rozběhla se zastrčit závoru. V tom okamžiku Svoboda dveře rozrazil a sekerou ji udeřil do hlavy. Matka ještě stihla zakřičet na Drahomíru, ať okamžitě uteče. Pan Furmánek přiběhl manželce na pomoc, ale Svoboda ho po krátkém zápase přemohl a několikrát udeřil sekerou.
Drahomíra spala, ale hluk v předsíni ji vzbudil. Slyšela Svobodův hlas a aniž by tušila co se děje, vyskočila oknem a utíkala k sousedům. Svoboda ji po chvíli začal pronásledovat a donutil ji zastavit. Potom ji za ruku dovedl do předsíně, kde leželi v krvi její rodiče. Svoboda na ni začal křičet, že to samé teď udělá jí. Napřáhl se sekerou, ale to už na místo přiběhly i obě dcery a mladší Libuška se rozhodla matku bránit. Skočila před ni a Svoboda ji silným úderem zasáhl. Drahomíra s ním začala zápasit a podařilo se jí sekeru vytrhnout Svobodovi z rukou. Bohužel ji pouze pohodila na zem a dala se na útěk na půdu. Odtud pak na sedlovou střechu, kde se schovala za komínem. Dcera Elena vyklouzla z domu ven a rozběhla se k sousedům pro pomoc.
Narazila na sedmnáctiletou Annu Cuhrovou, která se rozhodla k Furmánkovým podívat. Vešla do domu kde uviděla několik těl. Zeptala se Svobody co to dělá, ale ten ji okamžitě zasáhl sekerou do hlavy. Poté jí bodal do hrudníku hlavní od pušky, kterou na místě nalezl. Následně vyběhl po schodech na půdu, odkud se chtěl dostat na střechu za Drahomírou. V té chvíli ke stavení přiběhl další soused, který na Svobodu křičel. Mezitím se do domu vrátila dezorientovaná Elena a zalezla pod postel. Svoboda ji odtamtud vytáhl a poručil jí, aby mu pomohla vylézt na střechu. Nemohl se však dostat až k Drahomíře, protože se pod ním propadaly tašky. Několik jich hodil dolů po sousedovi, který nasedl na motorku a odjel do města pro Veřejnou bezpečnost. Elena mezitím v šoku znovu utekla.

## Policejní pronásledování
Když si Svoboda uvědomil, že se k Drahomíře nedostane, vztek ho pomalu přešel a rozhodl se skončit se životem. Slezl ze střechy a vydal se k rybníku do kterého vstoupil a osmkrát se udeřil sekerou do hlavy. Rány však nebyly vážné. Poté odešel směrem k lesu. Manželka ho celou dobu pozorovala ze střechy. Byla vysílená, v šoku a promrzlá. Veřejná bezpečnost a lékaři se na místě objevili kolem osmé hodiny. Naložili zraněné a začali pátrat ve vesnici po Svobodovi. Jeden z obyvatel vypověděl, že Svoboda na útěku ukradl pušku. Tím pátrání značně zkomplikoval, protože se Veřejná bezpečnost obávala, že Svoboda zaútočí i na ně. Celé okolí bylo uzavřeno, ale pátrání bylo bezvýsledné. Svobodovo tělo nakonec objevil stopařský pes na dně lomu Hudberg u Skorošic. Ohledání těla prokázalo, že se nejdříve pokusil oběsit na provaze a poté skočil do lomu. Čas smrti byl podle rozbitých hodinek určený na 10:56.

## Bilance
Během tragické noci 27. února přišli o život čtyři synové Josefa Svobody. Josef, Karel, Luděk a Zdeněk. 2. března v nemocnici svým zraněním podlehl Jindřich Furmánek. Pohřeb bratrů Svobodových se konal 3. března. 4. března zemřely i Anna Cuhrová a Libuše Svobodová. Počet Svobodových obětí se tak zastavil na čísle 7. Až do útoku Olgy Hepnarové v roce 1973 se jednalo o největší počet obětí masové vraždy v Československu. Drahomíra Furmánková byla v důsledku události hospitalizována na psychiatrii. Její sestra Vladěna se z obce odstěhovala. Děti Svobodovy jsou pohřbeny na městském hřbitově v Jeseníku, manželé Furmánkovi a Anna Cuhrová na hřbitově u kostela ve Vlčicích.